# Nicolas Ouchenir
Nicolas Ouchenir est un calligraphe français qui travaille dans le secteur de la mode et du design. 

## Biographie
Nicolas Ouchenir naît dans les années 1980 à Oberkampf, fils d'un père kabyle serrurier et d'une mère française employée administrative à la Caisse des dépôts,. Déjà petit, il est impressionné par l'écriture au stylo-plume du pédiatre, se concentrant sur sa main rédigeant l’ordonnance, mais souhaite pourtant être boucher. Malgré tout, il passe une petite enfance « constamment un crayon à la main, taché d'encre et de peinture ». Il grandit à Belleville et adolescent, il fait du graffiti dans les rues de Paris. Ses parents l’emmènent régulièrement au Maroc. À la suite de son bac, il fait par dépit et sans grande conviction des études de commercedont il sort diplômé.
Après un premier travail managérial et gestionnaire à la galerie de César Pape, il intègre la galerie de Jean-Gabriel Mitterrand où il écrit les invitations des vernissages à destination des clients. Le bouche-à-oreille lui apporte une petite reconnaissance de son activité. Il fait un voyage au Brésil « pour faire le point » et devient, entre autres, professeur à l’Alliance française pour raison financières. Le séjour dure plusieurs mois et il revient avec l'idée d'être calligraphe.
Autodidacte, Nicolas Ouchenir commence sa carrière professionnelle de calligraphe au début des années 2000,. Pia de Brantes le charge de réaliser ses invitations. L'un de ses premiers clients lui demande de faire les cartons pour un mariage au château de Versailles, puis les commandes affluent. Il débute avec Rick Owens et Miuccia Prada. En quelques années, l'habitude vient dans la mode de remplacer les traditionnelles invitations imprimées ou étiquettes par des réalisations manuscrites où le nom de chaque invité est rempli à la main. Il devient « le stylo » présent derrière nombre de maisons de mode prestigieuses,.
Dans son atelier du 8e arrondissement de Paris, entouré de son équipe ou seul, Nicolas Ouchenir réalise jusqu'à 1 000 invitations par jour durant les Fashion weeks parisiennes et 15 à 20 000 au total durant cette période des défilés qui se reproduit plusieurs fois par an, pour environ une soixantaine de clients,. « Il peut m'arriver de travailler toute la nuit, de m'endormir à mon bureau et de me réveiller avec de l'encre partout » précise-t-il.
Pas uniquement cantonné au domaine de la mode, il crée également des alphabets pour les marques personnalisant le style d'écriture à chacune, mais également des habillages graphiques pour des maisons de champagne, des créations de logos, du graphisme pour les musées, des gravures pour des pierres tombales, des mariages ou des bar-mitsva, des illustrations pour des magazines, des créations de tatouages ou même un t-shirt ; chaque client cherchant l'« exclusivité ». Il lui arrive parfois aussi d'écrire des lettres d'amour ou des lettres de rupture,. Inspiré par l'Art Nouveau et les années 1940, il utilise de nombreux ustensiles variés tels les stylos Montblanc « fontaine » ou l'encre J. Herbin parmi ses favoris. Outre son travail de création, il joue aussi le rôle de consultant pour certaines marques mais reste considéré « comme la référence de la calligraphie française ».